# Station Wawrów
Station Wawrów is een spoorwegstation in de Poolse plaats Wawrów.